# Alfredo Amézaga
Pour les articles homonymes, voir Amézaga.
Alfredo Amézaga Delgado (né le 16 janvier 1978 à Ciudad Obregón, Sonora, Mexique) est un ancien joueur de champ extérieur et de champ intérieur des Ligues majeures de baseball.
Il a joué pour l'équipe du Mexique aux Classiques mondiales de baseball de 2006 et 2009.

## Carrière
Alfredo Amézaga est drafté en 44e ronde par les Rockies du Colorado en 1998 mais ne signe pas de contrat avec le club. Il est par la suite sélectionné en 13e ronde par les Angels d'Anaheim en 1999. Il fait ses débuts dans le baseball majeur avec les Angels le 24 mai 2002.
Après avoir fait l'aller-retour entre les majeures et les ligues mineures pendant trois saisons, les Angels abandonnent Amézaga au ballottage et il est réclamé par Colorado le 17 décembre 2004. Après seulement deux matchs en début de saison 2005 pour les Rockies, il passe de nouveau par le ballottage et est cette fois réclamé par les Pirates de Pittsburgh en avril. Ceux-ci ne l'utilisent que dans trois parties et le libèrent de son contrat en mai 2005. 
Amézaga rejoint les Marlins de la Floride en novembre 2005 et obtient une chance de jouer régulièrement au niveau majeur pendant trois saisons. Il s'impose comme joueur d'utilité, c'est-à-dire qu'il joue la plupart de ses matchs au champ extérieur mais comble aussi les positions d'arrêt-court et de joueur de deuxième but. Il maintient des moyennes au bâton dans les ,260 de 2006 à 2008, avec un sommet de 105 coups sûrs durant la saison 2007 et un record personnel de 32 points produits en 2008. Il compte également 20 buts volés durant la saison 2006.
Après n'avoir disputé que quelques parties avec les Marlins en 2009, il rejoint comme agent libre les Dodgers de Los Angeles mais passe la saison de baseball 2010 dans les ligues mineures. En janvier 2011, il signe un contrat avec les Rockies du Colorado et y amorce la saison suivante. Le 6 août, les Rockies le transfèrent aux Marlins en retour du joueur d'avant-champ des ligues mineures Jesus Merchan. Après avoir joué de nouveau pour les Marlins, Amézaga est libéré de son contrat le 8 septembre.
Il rejoint le 13 janvier 2012 les Cubs de Chicago mais passe la saison suivante en ligue mineure avec les Cubs de l'Iowa.
Le 5 janvier 2013, il est mis sous contrat par les Dodgers de Los Angeles.